# Приморац
Приморац је уобичајено презиме које се налази у Хрватској, Босни и Херцеговини и Србији.
Значајни људи са овим презименом су:
- Боро Приморац (р. 1954), фудбалски тренер БиХ
- Драган Приморац (р. 1965), хрватски форензичар и бивши министар науке
- Зоран Приморац (р. 1969), хрватски стонотенисер